# Кройцбург
Кройцбург (нім. Creuzburg) — місто в Німеччині, розташоване в землі Тюрингія. Входить до складу району Вартбург. Центр об'єднання громад Гайніх-Верраталь.
Площа — 35,33 км2. Населення становить 2,305 ос. (станом на 31 грудня 2021).

## Галерея

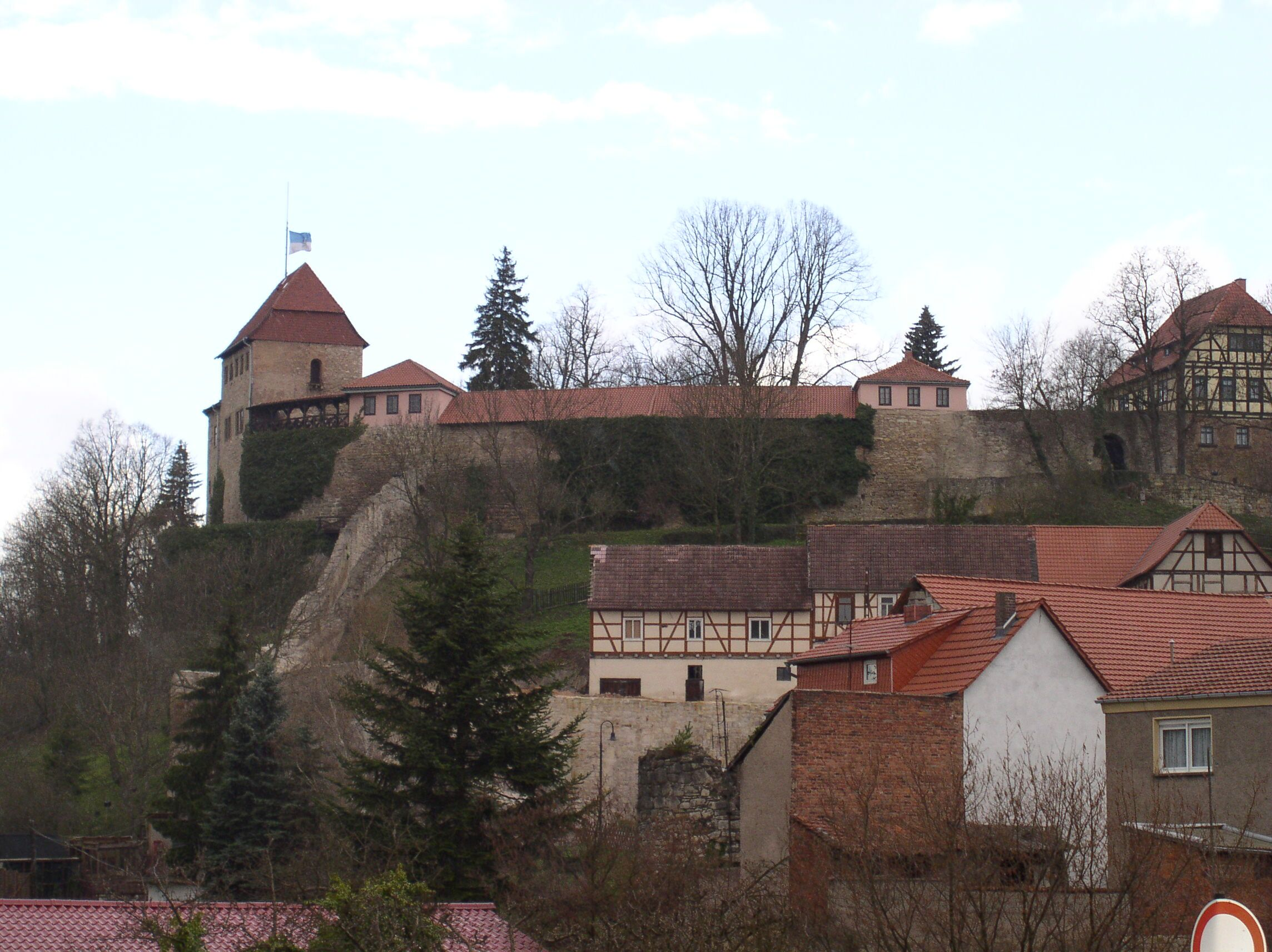
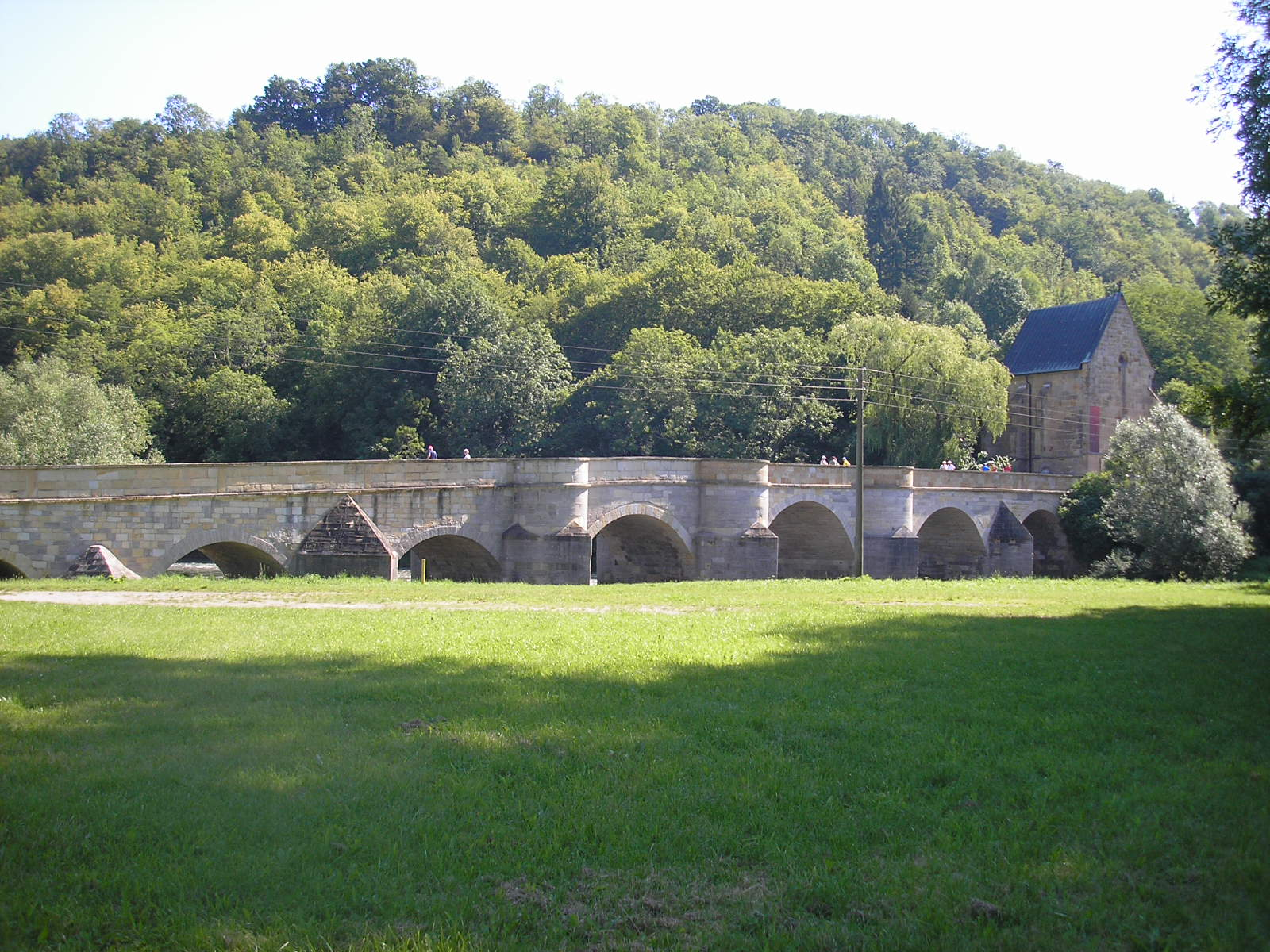
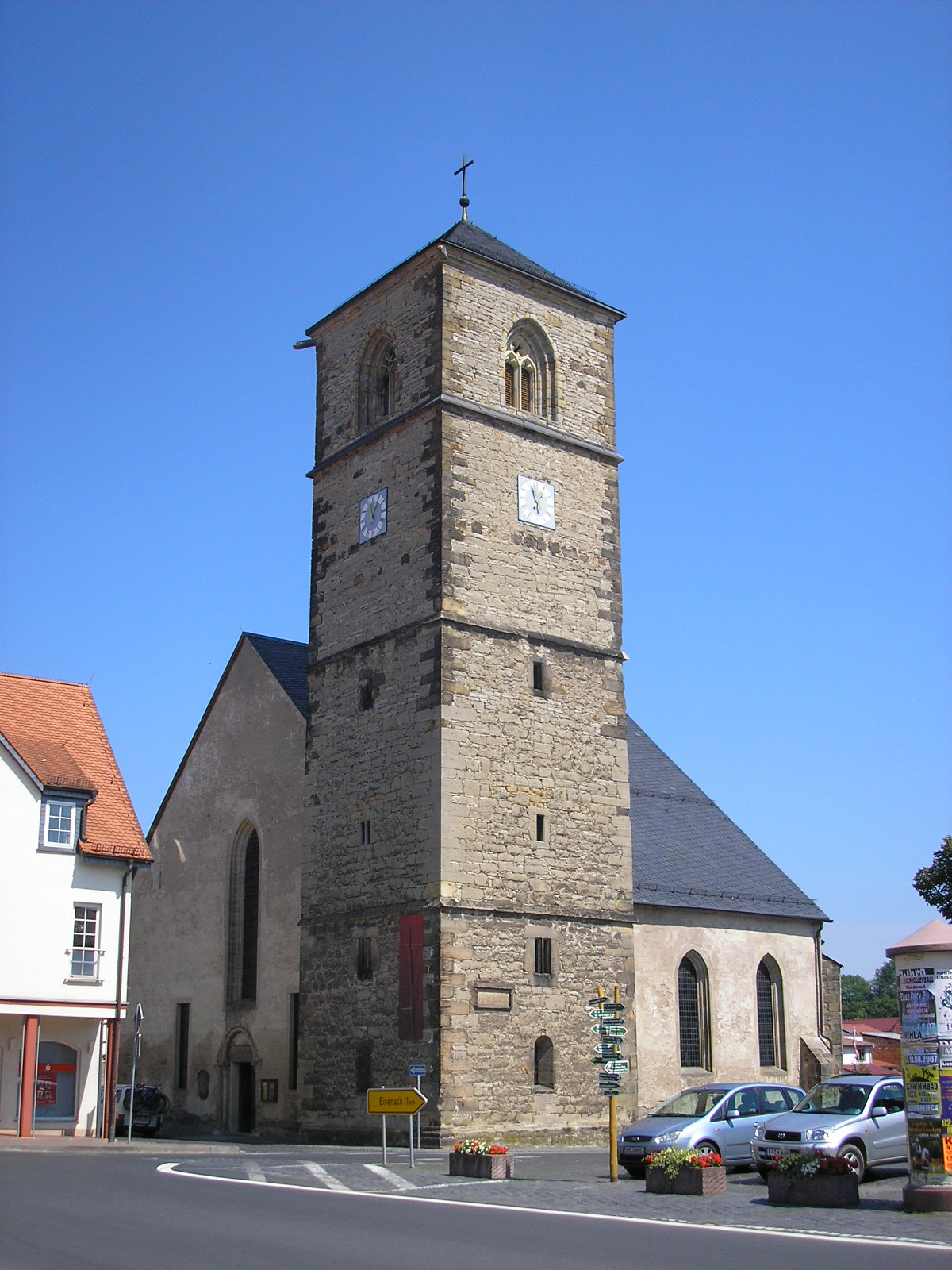
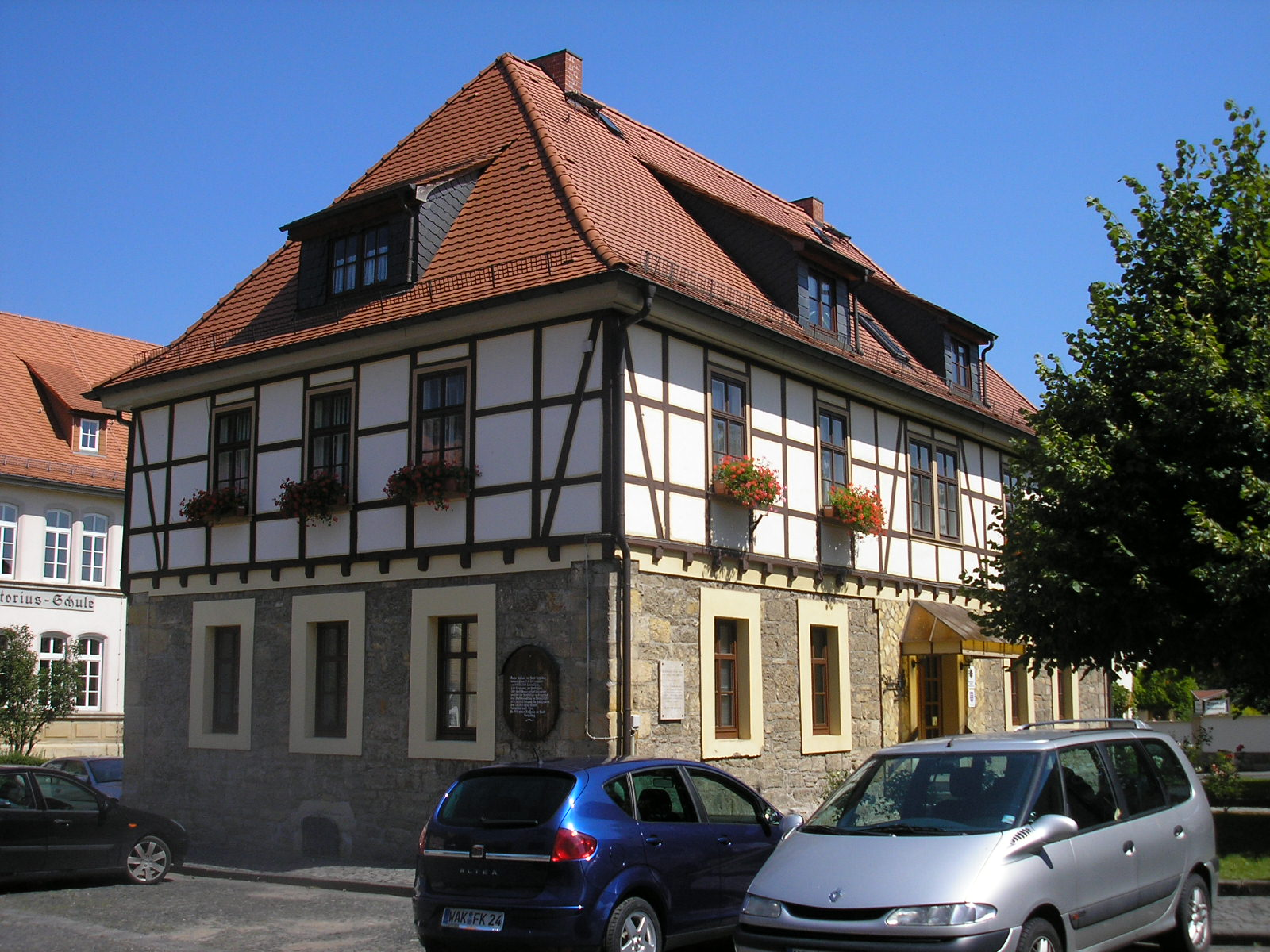
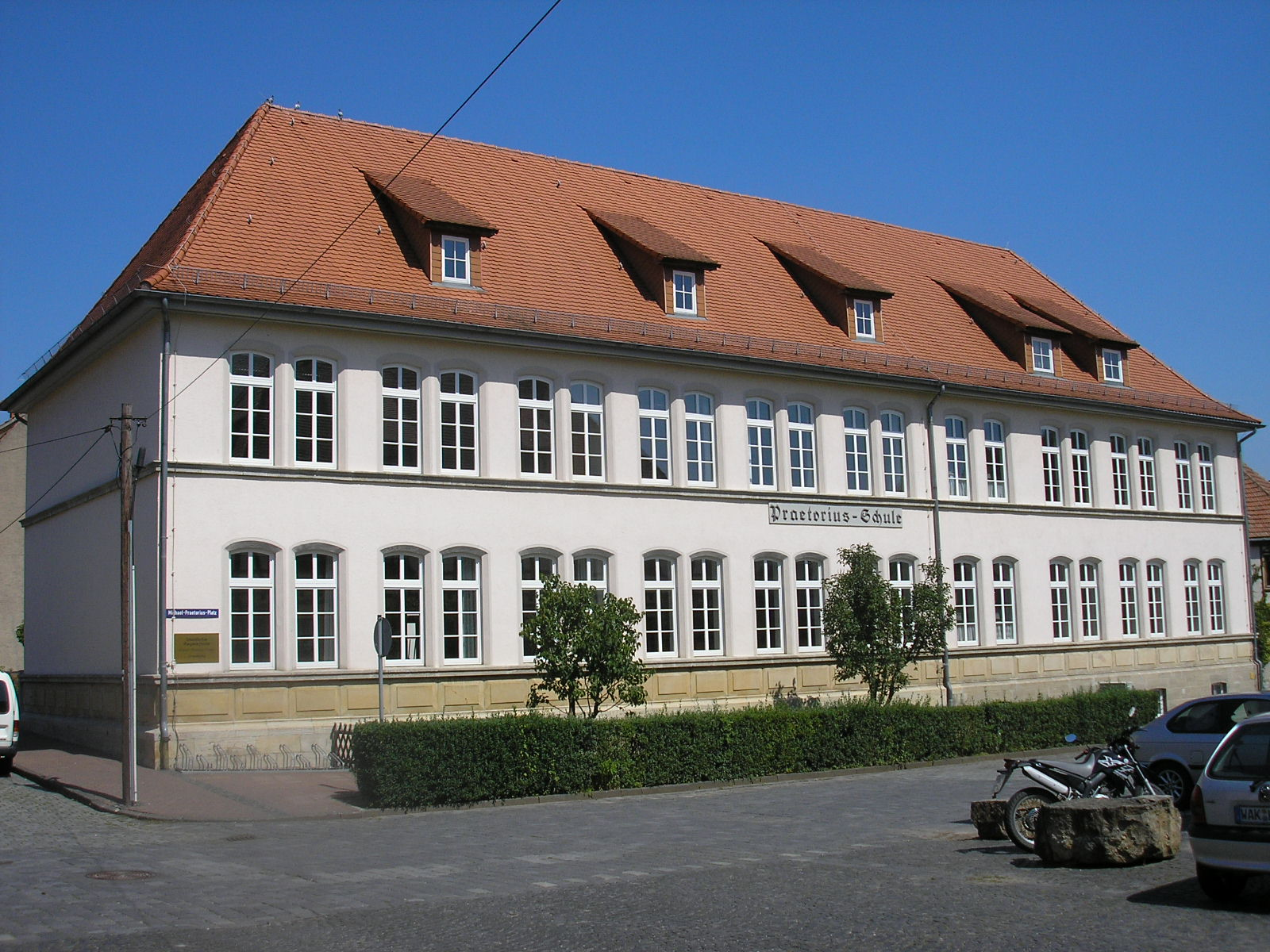
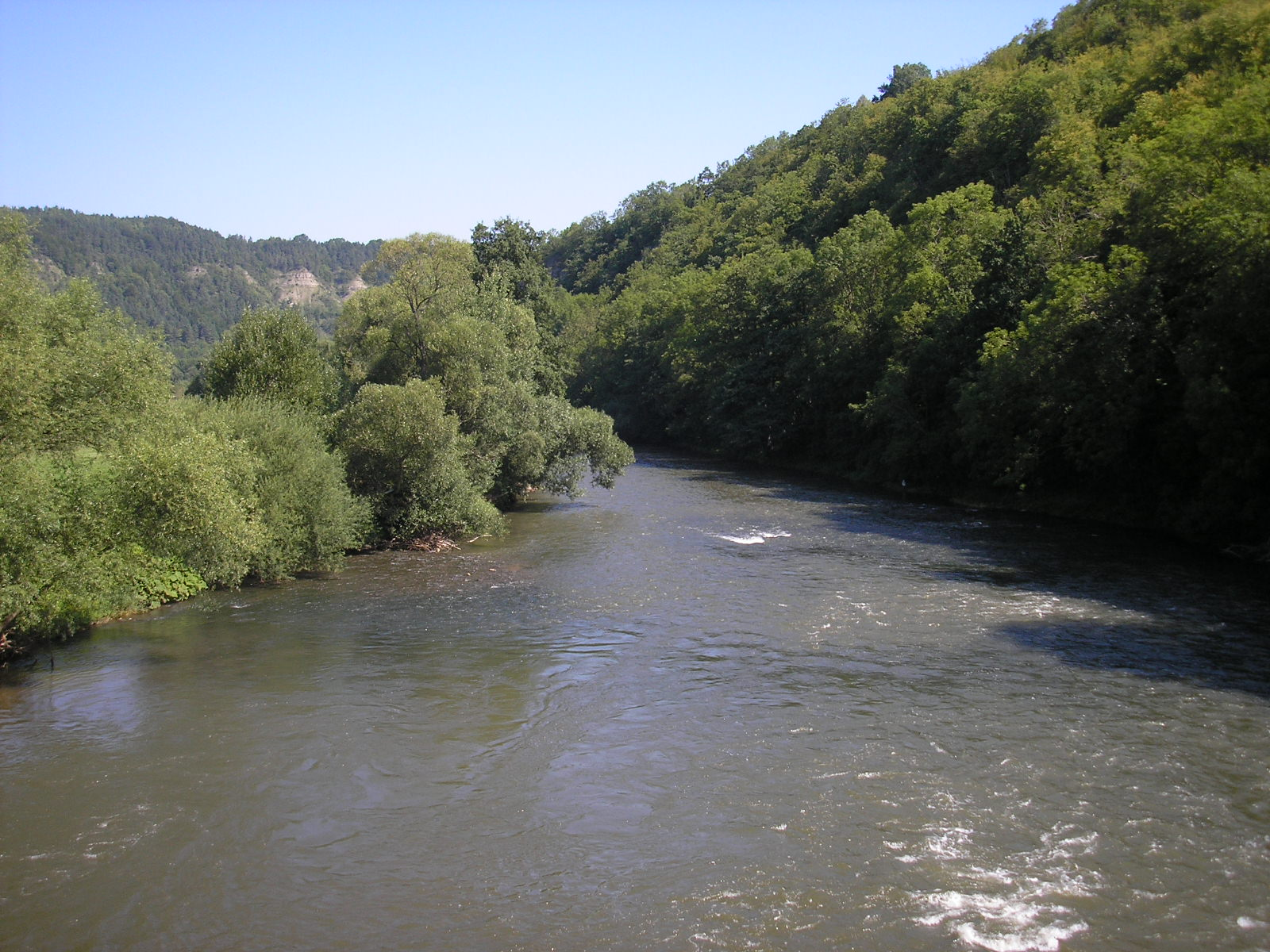

## Уродженці
- Йоганн Кристоф Урбіх (1653—1715) — барон, посол Московського царства німецького походження першої половини XVIII сторіччя.